# A Haunted House 2
A Haunted House 2 is een komische horrorfilm annex parodie uit 2014 van Michael Tiddes met in de hoofdrollen onder meer Marlon Wayans en Jaime Pressly. De film is een vervolg op A Haunted House uit 2013.

## Verhaal
Nadat zijn bezeten vriendin Kisha (Essence Atkins) sterft bij een verkeersongeval, krijgt Malcolm (Marlon Wayans) een relatie met Megan (Jaime Pressly). Ze gaan samenwonen in een nieuw huis, maar daar gebeuren al snel vreemde dingen. Zo komt Kisha terug in de vorm van een demon en betrekt ze het huis aan de overkant.

## Rolverdeling
| Acteur                 | Personage             | Opmerkingen                                 |
| ---------------------- | --------------------- | ------------------------------------------- |
| Marlon Wayans          | Malcolm               | De hoofdpersoon                             |
| Jaime Pressly          | Megan                 | Malcolms nieuwe vriendin                    |
| Essence Atkins         | Kisha                 | Malcolms vorige vriendin                    |
| Dave Sheridan          | Aghoul                | Een demon die Malcolm lastigvalt            |
| Affion Crockett        | Ray Ray               | Malcolms criminele neef                     |
| Cedric the Entertainer | dominee Doug Williams | Een onconventionele dominee                 |
| Gabriel Iglesias       | Miguel                | De buurman van Malcolm en Megan             |
| Ashley Rickards        | Becky                 | De dochter van Meganf                       |
| Missy Pyle             | Noreen                | Een medium dat Malcolm en Megan komt helpen |
| Rick Overton           | prof. Wilde           | Criminele professor en demonendeskundige    |
| Tom Virtue             | pastoor Callahan      |                                             |